# Rupes Tenuis
La Rupes Tenuis è una struttura geologica della superficie di Marte.